# Karol Skórkowski
Wincenty Saryusz Karol Skórkowski (Jankowice, 1768 - Opava, 25 januari 1851) was de 68e bisschop van Krakau.

## Biografie
Karol Skórkowski was een telg van het Poolse heraldische clan Jelita.
Hij steunde de Januariopstand en riep het volk om de wapens op te nemen. Ook verleende hij persoonlijk onderdak aan de rebellen-generaal Jan Zygmunt Skrzynecki. Skórkowski  werd in 1831 door de Russen onder huisarrest gezet en in 1835 naar Opava verbannen. Hij bleef tot zijn dood in ballingschap zijn bisschopsambt bekleden.
De bisschop is in de Wawelkathedraal begraven.
- Gemeinsame Normdatei: 130496189
- International Standard Name Identifier: 0000 0001 0974 1671
- Nationale Bibliotheek van Polen: a0000001234264
- Virtual International Authority File: 55256375
- WorldCat: E39PBJpYvBcvwXXYkPDBFPHpyd